# Cadel Evans Great Ocean Road Race Women
A Cadel Evans Great Ocean Road Race Women é uma corrida de um dia profissional feminina de ciclismo de estrada que se disputa em Geelang (Vitória, Austrália) ininterruptamente desde 2015 (4 edições). Disputa-se no último sábado de janeiro, uma semana após finalizar o Tour Down Under e um dia antes da versão masculina. A prova toma o nome do ciclista australiano Cadel Evans, campeão do Tour de France e do Mundo, a modo de homenagem. Tem versão feminina.
A primeira edição disputou-se no ano de 2015 como prova amador. Em 2016 passou à categoria 1.2 e desde o ano 2018 ascendeu à categoria 1.1.

## Palmarés
| Ano  | Vencedor             | Segundo              | Terceiro              |           |
| ---- | -------------------- | -------------------- | --------------------- | --------- |
| 2015 | Rachel Neylan        | Valentina Scandolara | Tessa Fabry           |           |
| 2016 | Amanda Spratt        | Rachel Neylan        | Danielle King         |           |
| 2017 | Annemiek van Vleuten | Ruth Winder          | Mayuko Hagiwara       |           |
| 2018 | Chloe Hosking        | Gracie Elvin         | Giorgia Bronzini      |           |
| 2019 | Arlenis Sierra       | Lucy Kennedy         | Amanda Spratt         |           |
| 2020 | Liane Lippert        | Arlenis Sierra       | Amanda Spratt         |           |
| 2021 | cancelado            | cancelado            | cancelado             | cancelado |
| 2022 | cancelado            | cancelado            | cancelado             | cancelado |
| 2023 | Loes Adegeest        | Amanda Spratt        | Nina Buysman          |           |
| 2024 | Rosita Reijnhout     | Dominika Włodarczyk  | Cecilie Uttrup Ludwig |           |
| 2025 | Ally Wollaston       | Karlijn Swinkels     | Noemi Rüegg           |           |

Nota: A edição 2015 foi amador

## Palmarés por países
Atualizado após edição de 2024
| País          | Vitórias |
| ------------- | -------- |
| Austrália     | 3        |
| Países Baixos | 3        |
| Cuba          | 1        |
| Alemanha      | 1        |